# Ioan Maria Duma
Ioan Maria Duma (Faraoani, 5 novembre 1896 – Târgu Jiu, 16 luglio 1981) è stato un vescovo cattolico rumeno.

## Biografia
Monsignor Ioan Maria Duma nacque a Valea Mare, nel comune di Faraoani, il 5 novembre 1896.

### Formazione e ministero sacerdotale
Compì gli studi primari nel suo paese natale. Nel 1914 entrò come studente nel seminario francescano di Hălăucești. Dal 1914 al 1916, durante la prima guerra mondiale, lavorò come sanitario all'interno delle forze armate.
Il 4 ottobre 1919 emise la professione solenne nel convento di Hălăucești e divenne frate francescano. Dopo la guerra, proseguì gli studi di teologia a Roma.
Il 22 giugno 1924 fu ordinato presbitero a Roma. Divenne poi vicario parrocchiale a Săbăoani. Il 30 settembre 1925 divenne vicario parrocchiale a Hălăucești, professore nel locale seminario francescano e direttore degli studenti. Il 10 febbraio 1928 venne trasferito come vicario parrocchiale a Galați e dopo due anni divenne parroco della medesima parrocchia. Mantenne l'incarico fino al 1949 quando fu arrestato. Diresse la rivista "Curierul Parohiei Romano-Catolice Galați" e nel 1934 realizzò il monumento dedicato a Sant'Antonio di Padova, a sinistra dell'ingresso della chiesa.
Nel 1940, quando era ancora un giovane sacerdote, scrisse interamente a mano l'opera "Puterea mare a rugăciunii", ispirata a Alfonso Maria de' Liguori e che venne tradotto dalla Società per la stampa "San Bonaventura" di Luizi Calugara con il titolo "Il grande potere della preghiera". Questa opera venne approvata per la stampa con decreto nº 537/1940 da monsignor Mihai Robu, vescovo di Iași. A causa dello scoppio della guerra, del problema rifugiati e della successiva persecuzione comunista che si scatenò sulla Chiesa e sugli ordini religiosi non fu tuttavia in grado di stampare in patria questo libro. Rimase per anni nascosto da diverse persone fidate e fu pubblicato solo nel 2003.

### Ministero episcopale
Nel periodo successivo all'avvento del regime comunista nel 1948, il problema del clero divenne molto severo sia per la diocesi di Iași, sia per l'intera Chiesa cattolica in Romania. Di conseguenza, alcuni vescovi lo ritennero degno dell'episcopato, godendo di favori speciali del pontefice e del nunzio apostolico.
Il 16 novembre 1948 papa Pio XII lo nominò vescovo titolare di Giuliopoli. Ricevette l'ordinazione episcopale in segreto l'8 dicembre successivo nella cappella della nunziatura apostolica di Bucarest dal vescovo di Savannah-Atlanta Gerald Patrick Aloysius O'Hara, reggente della nunziatura. Dato che l'ordinazione era avvenuta in segreto e che la nomina non era stata confermata dal governo rumeno, non fu mai pubblicamente riconosciuto vescovo e il suo nome non comparve fino alla sua morte nelle statistiche ufficiali.
Le autorità comuniste tuttavia, riuscirono a entrare in possesso dell'elenco dei vescovi consacrati in segreto nella nunziatura apostolica. Tra essi vi era appunto anche Ioan Duma. Nel 1949 venne arrestato e condannato a tre anni di prigione da scontare nel carcere di Jilava. Dopo il rilascio, ritornò a Iași ma il 22 settembre 1951 venne nuovamente arrestato dalla Securitate e condannato a 25 anni di carcere il 5 ottobre successivo per "spionaggio a nome del Vaticano". La pena fu poi ridotta a quattro anni. Scontò tre anni nella prigione di Timișoara e l'ultimo anno nelle carceri di Jilava e Sighetu Marmației. Il 23 settembre 1955 fu rilasciato e costretto alla residenza obbligatoria sotto la supervisione permanente delle autorità.
Il 7 ottobre 1955 monsignor Duma divenne vicario parrocchiale a Iași. Considerato pericoloso, il 27 novembre dell'anno successivo fu trasferito nel villaggio di Mihail Kogălniceanu con l'incarico di parroco con residenza obbligatoria. Nel 1957 stava quasi per essere arrestato di nuovo con un ordine firmato dal ministro dell'interno Alexandru Drăghici. L'anno successivo venne indagato dopo aver assistito al funerale di sua madre vicino al suo villaggio natale. I documenti personali gli vennero ritirti. Dal 15 aprile 1959 fu parroco con residenza obbligatoria a Târgu Jiu. Operò in questa parrocchia per 22 anni. Il 1º giugno 1981 si ritirò per ragioni di età.
Partecipò alla II assemblea generale ordinaria del Sinodo dei vescovi che ebbe luogo nella Città del Vaticano nel 1971 sul tema "Il sacerdozio ministeriale e la giustizia nel mondo". In quell'occasione incontrò papa Paolo VI. Le autorità comuniste avevano tentato di impedirgli di partire con la scusa che non c'erano posti liberi sugli aerei ma si dice che il papa gli abbia fornito un aereo privato. Dal 1975 la Securitate smise di controllarlo poiché riteneva che, ormai anziano e malato, non rappresentasse più una minaccia.
Morì a Târgu Jiu il 16 luglio 1981. Il 21 dello stesso mese fu sepolto nel cimitero di Valea Mare. Solo dopo la sua morte la Santa Sede rese nota la sua nomina a vescovo.
Il 29 maggio 2003, alla presenza dei vescovi Petru Gherghel e Anton Coșa, fu inaugurato un monumento nel villaggio di Valea Mare dedicato al vescovo Ioan Duma e agli eroi del villaggio. Il monumento è alto dieci metri ed è rivestito interamente in marmo donato dal deputato Adriean Videanu. Ha la forma di una croce su un libro aperto. In una delle pagine vi è un ritratto in bronzo del vescovo Ioan Duma e nell'altra vi sono incisi i nomi dei 106 eroi della città. L'iniziativa per la costruzione di questo monumento venne dalla "Fondazione Vescovo Ioan Duma" che contribuì finanziariamente alla sua realizzazione.

## Genealogia episcopale
La genealogia episcopale è:
- Cardinale Scipione Rebiba
- Cardinale Giulio Antonio Santori
- Cardinale Girolamo Bernerio, O.P.
- Arcivescovo Galeazzo Sanvitale
- Cardinale Ludovico Ludovisi
- Cardinale Luigi Caetani
- Cardinale Ulderico Carpegna
- Cardinale Paluzzo Paluzzi Altieri degli Albertoni
- Papa Benedetto XIII
- Papa Benedetto XIV
- Cardinale Enrico Enriquez
- Arcivescovo Manuel Quintano Bonifaz
- Cardinale Buenaventura Córdoba Espinosa de la Cerda
- Cardinale Giuseppe Maria Doria Pamphilj
- Papa Pio VIII
- Papa Pio IX
- Cardinale Raffaele Monaco La Valletta
- Cardinale Francesco Satolli
- Cardinale Dennis Joseph Dougherty
- Vescovo Gerald Patrick Aloysius O'Hara
- Vescovo Ioan Maria Duma, O.F.M.Conv.